# Tanja Wehsely

Tanja Wehsely (2024)

Tanja Wehsely (* 7. Mai 1972 in Wien) ist eine österreichische Managerin. Von 2007 bis Ende 2018 war sie Abgeordnete zum Wiener Landtag und Mitglied des Wiener Gemeinderats für die SPÖ. Seit 1. Jänner 2019 ist sie Geschäftsführerin der Volkshilfe Wien.

## Ausbildung
Tanja Wehsely maturierte am Wiener Bundesrealgymnasium Vereinsgasse und absolvierte ein Auslandsjahr in Texas, USA, wo sie ein „American Highschool Diploma“ erwarb. Nach erfolgreichem Studium an der Bundesakademie für Sozialarbeit in Wien begann sie ein Studium der Volkswirtschaftslehre an der Wirtschaftsuniversität Wien. Zugleich besuchte sie den postgradualen Universitätslehrgang für Öffentlichkeitsarbeit an der Universität Wien, den sie ebenfalls erfolgreich abschloss. An der Fachhochschule St. Pölten erwarb sie schließlich den Titel Magistra (FH) für sozialwissenschaftliche Berufe.

## Berufliche Laufbahn
Beruflich durchlief Wehsely ihre Karriere in der Wiener Jugendarbeit, die sie seit den frühen 1990er Jahren auch aktiv mitgestaltete und entwickelte. Beginnend als Streetworkerin in der Mobilen Jugendarbeit, war sie schließlich für die Projektleitung und PR verantwortlich. Als Redakteurin der Fachzeitschrift „Sozialarbeit in Österreich“ sammelte sie journalistische Erfahrung. Bis 2007 war Wehsely Pressestelle/Öffentlichkeitsarbeiterin im Verein Wiener Jugendzentren, dem größten Träger für offene Jugendarbeit in Österreich. Sie ist bis heute Lektorin am FH Campus Wien, Studiengang Soziale Arbeit.
Seit 1. Jänner 2019 ist sie Geschäftsführerin der Volkshilfe Wien. Die Volkshilfe Wien bietet soziale Dienstleistungen in den Bereichen mobile Pflege und Betreuung, Wohnungslosenhilfe, Flüchtlingsbetreuung, Kinder- und Jugendbetreuung sowie Arbeitsmarktintegration an.

## Politische Laufbahn
Tanja Wehsely war Klassensprecherin und Schulsprecherin am Bundesrealgymnasium Vereinsgasse.
Wehsely ist seit 2001 Mitglied des Vorstands der SPÖ Brigittenau (20. Bezirk), seit 2009 stellvertretende Parteivorsitzende. Sie ist Vorsitzende der SPÖ Bildung Brigittenau und stellvertretende Vorsitzende der SPÖ-Frauen 20. Zwischen 2002 und 2006 war sie Bezirksrätin und Jugendbeauftragte in der Brigittenau.
Wehsely wurde am 25. Jänner 2007 als Abgeordnete zum Wiener Landtag und Mitglied des Gemeinderates der Stadt Wien angelobt.
Sie war, als erste Frau in dieser Funktion, Vorsitzende des Gemeinderatsausschuss’ für Finanzen, Wirtschaft und Internationales, ordentliches Mitglied im Gemeinderatsausschuss Jugend, Bildung, Integration und Personal, sowie ordentliches Mitglied im Gemeinderatsausschuss für Soziales, Gesundheit und Frauen.
Ab April 2009 war Tanja Wehsely stellvertretende Vorsitzende des SPÖ Rathausklubs.
Ihre ehrenamtlichen Tätigkeiten umfassen unter anderem die Bereiche Jugendarbeit, Arbeitsmarkt und Innovation. Sie war Vorsitzende des Vereins Wiener Jugendzentren sowie in anderen Vorständen der Wiener Jugendarbeit engagiert. Wehsely war, als Vertreterin der Stadt Wien, stellvertretende Vorstandsvorsitzende des waff (Wiener ArbeitnehmerInnen Förderungsfonds). Sie zeichnete für die Wiener Ausbildungsgarantie (mit)verantwortlich.
Sie ist auch Vizepräsidentin des Dachverbands sozialer Einrichtungen.
Sie gründete 2014 den Social Innovation Hub „Social City Wien“, als Plattform für gesellschaftliche Innovation mit Projekten wie imfino (impact finance organisation), Stadtmenschen Wien (Ehrenamtsprojekt) und dem Jugendfriedenspreis.
Für das Social Business Sindbad – mentoring für Jugendliche – fungiert Wehsely als eine von mehreren prominenten Schirmherren und -frauen.
Ihr Mandat im Wiener Landtag und Gemeinderat legte sie mit Ende 2018 zurück, für sie rückte Yvonne Rychly nach.
Tanja Wehsely ist Vorstandsmitglied des Österreichischen Frauenrings sowie Mitglied des Board of Directors der World Summit Awards (WSA).

## Privates
Tanja Wehsely ist verheiratet mit Adam Wehsely-Swiczinsky und hat einen Sohn. Sie ist die Tochter von Hans und Renate Wehsely, ihre Schwester ist Sonja Wehsely, ehemalige Wiener Stadträtin.
Wehsely ist seit ihrer Jugend Sängerin (und war auch Texterin ihrer eigenen Polit-Rockband „Zille 24“). Derzeit tritt sie mit ihrem Mann Adam mit der Band „EXTRA:GONE“ auf.

## Auszeichnungen (Auswahl)
- 2023: Goldenes Ehrenzeichen für Verdienste um das Land Wien[6]
- 2023: Minerva Award in der Kategorie „Role Model/Female Leader“[7]